# Монтегранаро
Монтегранаро (итал. Montegranaro) — коммуна в Италии, располагается в регионе Марке, в провинции Фермо.
Коммуна находится в 10 км от моря на холме между долинами рек «Киенти» и «Эте».
Население составляет 13263 человека (2008 г.), плотность населения составляет 413 чел./км². Занимает площадь 31 км². Почтовый индекс — 63812. Телефонный код — 0734.
Покровителем населённого пункта считается святой San Serafino da Montegranaro.

## Демография
Динамика населения:

## Города-побратимы
- Оппеано, Италия
- Аелло-дель-Сабато, Италия

## Администрация коммуны
- Официальный сайт: https://web.archive.org/web/20060803044016/http://www.comune.montegranaro.ap.it/